# Étienne Pivert de Senancour
Œuvres principales
•Oberman (1804)
•"Libres Méditations" (1819)
•"Rêveries sur la nature primitive de l’homme" (1799)
Étienne Pivert de Senancour, né à Paris le 16 novembre 1770 et mort à Saint-Cloud le 10 janvier 1846, est un écrivain du premier romantisme français.

## Biographie
Il fut élevé à Paris, puis chez un curé de campagne près d'Ermenonville (Oise), à Fontaine-Chaalis, où il se prit de passion pour Rousseau. Mélancolique et solitaire, il souffrit au collège des sarcasmes de ses camarades. Il s'enfuit le 14 août 1789 pour éviter le séminaire auquel son père le destinait, ce qui lui valut de figurer sur la liste des émigrés.
Il s'installa en Suisse, où il fit un mariage malheureux et vit sa santé décliner[réf. nécessaire]. Il revint en 1795 à Paris, où il venait de publier un récit, Aldomen, ou le Bonheur dans l'obscurité. En 1799, il publia ses Rêveries sur la nature primitive de l'homme dans lesquelles alternent contemplation des paysages de montagne, expression de la mélancolie et désir de changer la société. Oberman (1804) est le roman qui lui vaudra la gloire auprès des romantiques[réf. nécessaire]. Son amertume s'exprime à travers le journal intime d'un héros malheureux, dévoré d'ennui, de doutes et d'inquiétudes. Rêveries et descriptions de la nature y tiennent une grande place. Ce n'est qu'en 1833 que le nom du héros prend un second « n » à l'occasion d'une réédition. Sainte-Beuve puis George Sand louèrent ce roman, passé presque inaperçu du vivant de son auteur, malgré l'attention que lui porta Charles Nodier.
Liszt a intitulé Vallée d'Obermann l'une des pages des Années de pèlerinage (la Suisse), où figurent deux citations de l'œuvre de Senancour, dont « Que veux-je ? Que suis-je ? Que demander à la nature ? ».
Vivant de petits travaux de librairie et de journalisme, Senancour collabora aussi à la Bibliographie universelle des contemporains. Il laissa une pièce de théâtre, des méditations, des essais, dont l'un lui valut d'être accusé d'impiété en 1825, et un petit traité, De l'amour, qui plaide pour le divorce. Le nom de Senancour est resté associé à son roman Oberman, mais reste peu connu pour ses autres œuvres. Les Rêveries de 1833 témoignent d'un Senancour moins amer, optimiste « par-delà le désespoir ». Quelques-uns ont su trouver en lui un maître : Nerval, Balzac (qui célèbre Oberman dans son roman Illusions perdues en ces termes : « un livre magnifique, le pianto de l'incrédulité… ») et Proust ne se lassaient pas de le lire. Au Royaume-Uni, Senancour a eu une influence notable sur le poète et critique Matthew Arnold.

## Œuvres

### Romans
- Aldomen, ou le Bonheur dans l’obscurité (1795), lire en ligne sur Gallica
- Oberman (1804), t. 1 lire en ligne sur Gallica, t. 2 lire en ligne sur Gallica (Réédition de 1863 disponible sur Wikisource)
- Isabelle (1833), roman épistolaire, lire en ligne sur Gallica

### Essais
- Les Premiers Âges. Incertitudes humaines (1792), lire en ligne sur Gallica
- Sur les générations actuelles. Absurdités humaines (1793), lire en ligne sur Gallica
- Rêveries sur la nature primitive de l'homme, sur ses sensations, sur les moyens de bonheur qu'elles lui indiquent, sur le mode social qui conserverait le plus de ses forces primordiales (1798), t. 1 lire en ligne sur Gallica, t. 2 lire en ligne sur Gallica
- De l'amour (1806), lire en ligne sur Gallica
- Lettre d’un habitant des Vosges sur MM. Buonaparte, de Chateaubriand, Grégoire, Barruel (1814)
- Observations critiques sur l'ouvrage intitulé Génie du christianisme, suivies de réflexions sur les écrits de Monsieur de Bonald (1816)
- Libres méditations d'un solitaire inconnu (1819), lire en ligne sur Gallica
- Résumé de l’histoire de la Chine (1824), lire en ligne sur Gallica
- Résumé de l’histoire des traditions morales et religieuses (1825), lire en ligne sur Gallica
- Résumé de l'histoire romaine (1827), t. 1 lire en ligne sur Gallica, t. 2 lire en ligne sur Gallica
- Rêveries (1833, troisième édition remaniée; première édition en l'an VIII), lire en ligne sur Gallica

### Théâtre
- Valombré (1807), lire en ligne sur Gallica